# Alosa aestivalis
Alosa aestivalis es una especie de pez de la familia Clupeidae en el orden de los Clupeiformes.

## Morfología
- Los machos pueden alcanzar 40 cm de longitud total y 200 g de peso.
- Número de vértebras: 47-53.

## Reproducción
Desova en ríos de agua dulce o salobre, los huevos son pelágicos y demersales y las  larvas se desarrollan en ríos de agua dulce o salobre.

## Alimentación
Se nutre de pececillos, copépodos camarones

## Depredadores
Es depredado por Hippoglossus hippoglossus, Cynoscion regalis, Morone saxatilis, Pomatomus saltator y Squalus acanthias.

## Parásitos
Es parasitado por acantocéfaloss y nematodos.

## Distribución geográfica
Se encuentra en el  Atlántico occidental: desde Nueva Escocia hasta Florida (41 ° N - 25 ° N, 84 ° W - 60 ° W de latitud.

## Valía comercial
Se comercializa fresco y en salazón

## Longevidad
Puede vivir hasta los 8 años.